# پوی هوانکوچا
پوی هوانکوچا (به اسپانیایی: Puyhuanccocha) یک کوه در پرو است که در Peru, Pasco Region واقع شده‌است. پوی هوانکوچا ۵٬۲۰۰ متر بالاتر از سطح دریا واقع شده‌است.